# جلال آقا
جلال آقا (انگلیسی: Jalal Agha؛ ۵ مارس ۱۹۴۵ – ۵ مارس ۱۹۹۵) کارگردان فیلم، و هنرپیشه اهل هند بود. او پسر کمدین هندی معروف، آقا بود. جلال به علت حمله قلبی در سال ۱۹۹۵ درگذشت.
او در فیلم دو زندانی، جولی، قرض، ماجلی دیدی، رقص در موسم باران، فریب‌کاران، بمبئی تاکی، کمی بی‌وفایی، وکیل بابو، بگذار یک موضوع باشد و آشیانه بازی کرده‌است.